# Festipay
A Cardnet Zrt. és a Sziget Kulturális Menedzser Iroda Kft. közös céget alapított Festipay Zrt. néven 2015. november 8-án.
A piacvezető, bankfüggetlen elektronikus tranzakciós szolgáltató, valamint a Sziget, VOLT, Balaton Sound, Strand, Gourmet, Gyereksziget és több más fesztivál szervezője rendezvények, fesztiválok számára nyújt teljes körű, készpénzmentes fizetési megoldásokat a hazai és a nemzetközi piacon egyaránt. A budapesti fürdők és gyógyfürdők készpénzmentes fizetési szolgáltatója is.